# Petko Staynov
Petko Staynov (født 1. december 1896 i Kazanlak, Bulgarien - død 25. juni 1977) var en bulgarsk komponist, pianist, violinist og dirigent.

## Liv og karriere
Staynov studerede klaver og violin som barn. Han blev blind som 11 årig, og studerede gennem årene på forskellige musikskoler for blinde i Sofia.
Han har skrevet 2 symfonier, orkesterværker, kormusik, sange, kammermusik, symfonisk digtninge etc.
Staynov hører til de væsentlige komponister fra mellemgenerationen i Bulgarien.

## Udvalgte værker
- Symfoni nr. 1 (1945) - for orkester
- Symfoni nr. 2 (1949) - for orkester
- Tonedigtning "Legenden" (1927) - for orkester
- Tonedigtning "Thrakien" (1937) - for orkester
- Suite "Thrakiske Danse" (1925 rev. 1926) - for orkester
- Symfonisk scherzo (1939) - for orkester
- Koncert overture "Balkan" (1936) - for orkester
- "Mit Fædreland" (1962) - for kor